# Synegia suffusa
Synegia suffusa là một loài bướm đêm trong họ Geometridae.